# Palais Louis De Geer
Le palais Louis De Geer (en suédois : Louis De Geers palats) ou palais Ebba Brahe (en suédois : Ebba Brahes palats)  est un palais et un malmgård situé dans le quartier de Södermalm à Stockholm en Suède.

## Présentation
Le palais a été construit à la fin des années 1640 a l'adresse Götgatan 16 dans l'ilôt de Schönborg. 
Le palais abrite l'ambassade des Pays-Bas à Stockholm (sv) et sa résidence depuis 1963.

## Histoire
Le palais fut le premier à être construit à Södermalm.
Il fut construit par un maître suédois d'origine allemande, Jürgen Gesewitz, dans un style classique néerlandais, sa façade s'inspirant clairement de celle de la Mauritshuis de La Haye, pour l'industriel Louis De Geer l'Ancien.
Pendant la construction, De Geer et sa famille habitèrent l'aile à droite de la cour, appartenant à son ami et associé Hubert de Besche (sv). L'« ancien bâtiment » devait être démoli après l'achèvement du nouveau, mais cela ne se fit jamais.
Après la mort de Louis De Geer en 1651, un an seulement après sa construction, le palais fut acquis par Ebba Brahe veuve de Jacob De la Gardie. 
Elle l'utilisa comme résidence douairière de 1652 à 1674. 
Une majestueuse « grotte », qui était un belvédère flanqué d'une colonnade, fut construite par l'architecte Mathias Holl selon un contrat conservé dans les archives d'Ericsberg de 1671. 
Le palais fut gravement endommagé par un incendie en 1680.
Après le Grand incendie de Stockholm de 1759 (sv), la propriété fut acquise par le fabricant de tabac Nils Schönborg, qui fit restaurer le palais. C'est en son honneur que le quartier de Schönborg porte son nom. 
La façade donnant sur Götgatan a encore un portail avec les armoiries de la famille Brahe et de la famille de La Gardie.
La maison a retrouvé son aspect d'origine lors d'une restauration en 1964. Le bâtiment de Götgatan possède un portail avec les armoiries d'Ebba Brahe. 
Le beau bâtiment principal se dresse à l'intérieur de la cour et peut être vu de la rue à travers le portail.

## Mythes
À l'intérieur du palais d'Ebba Brahe, il y a deux fantômes : une Dame Blanche qui annonce la mort dans la maison et le fantôme de Gustave II Adolphe. 
Le roi recherche l'amour de sa jeunesse, Ebba Brahe. 
L'ancien locataire du palais Ivar Lo-Johansson a décrit comment il pouvait rencontrer le roi dans les escaliers la nuit.

## Galerie

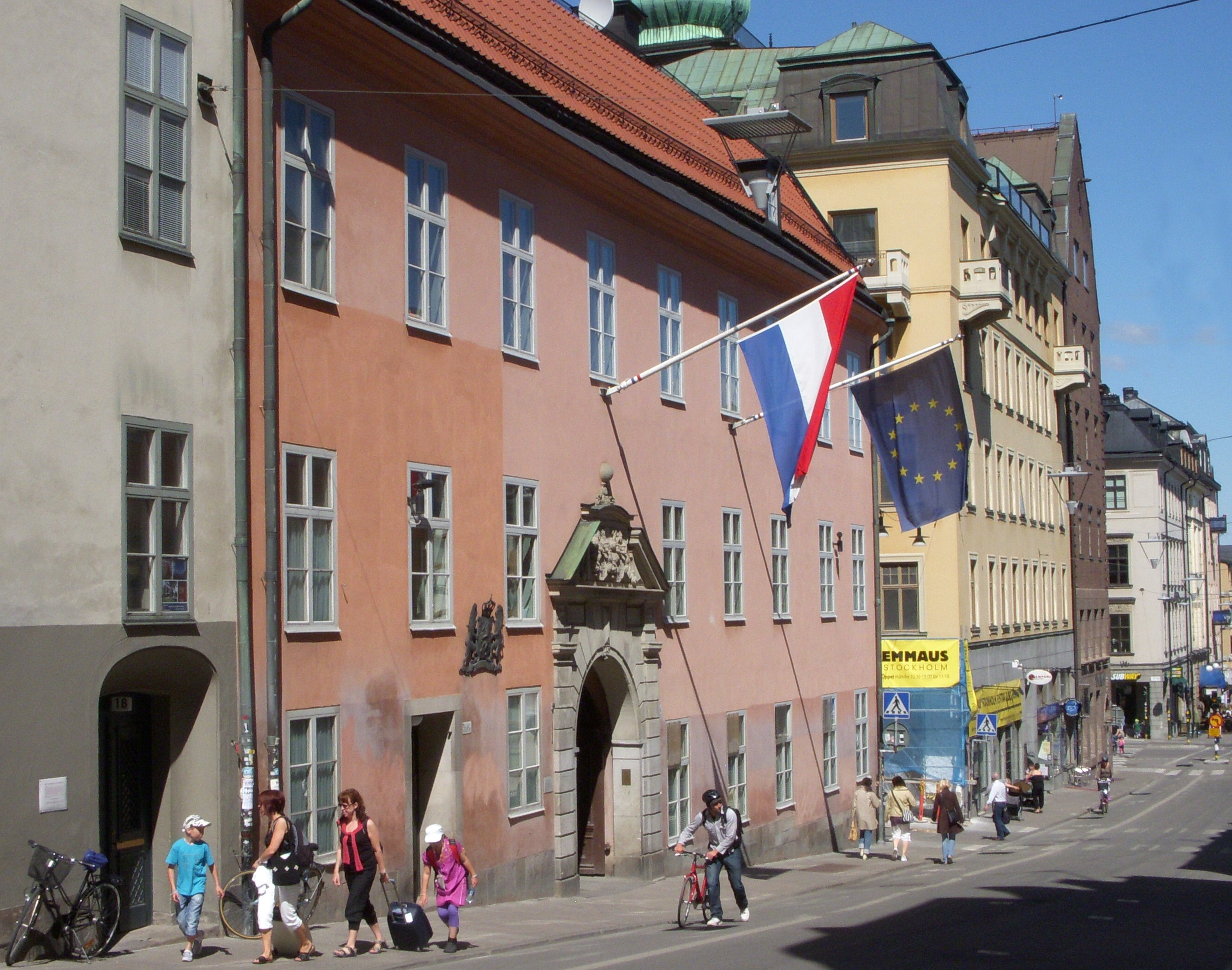
Façade vers Götgatan.
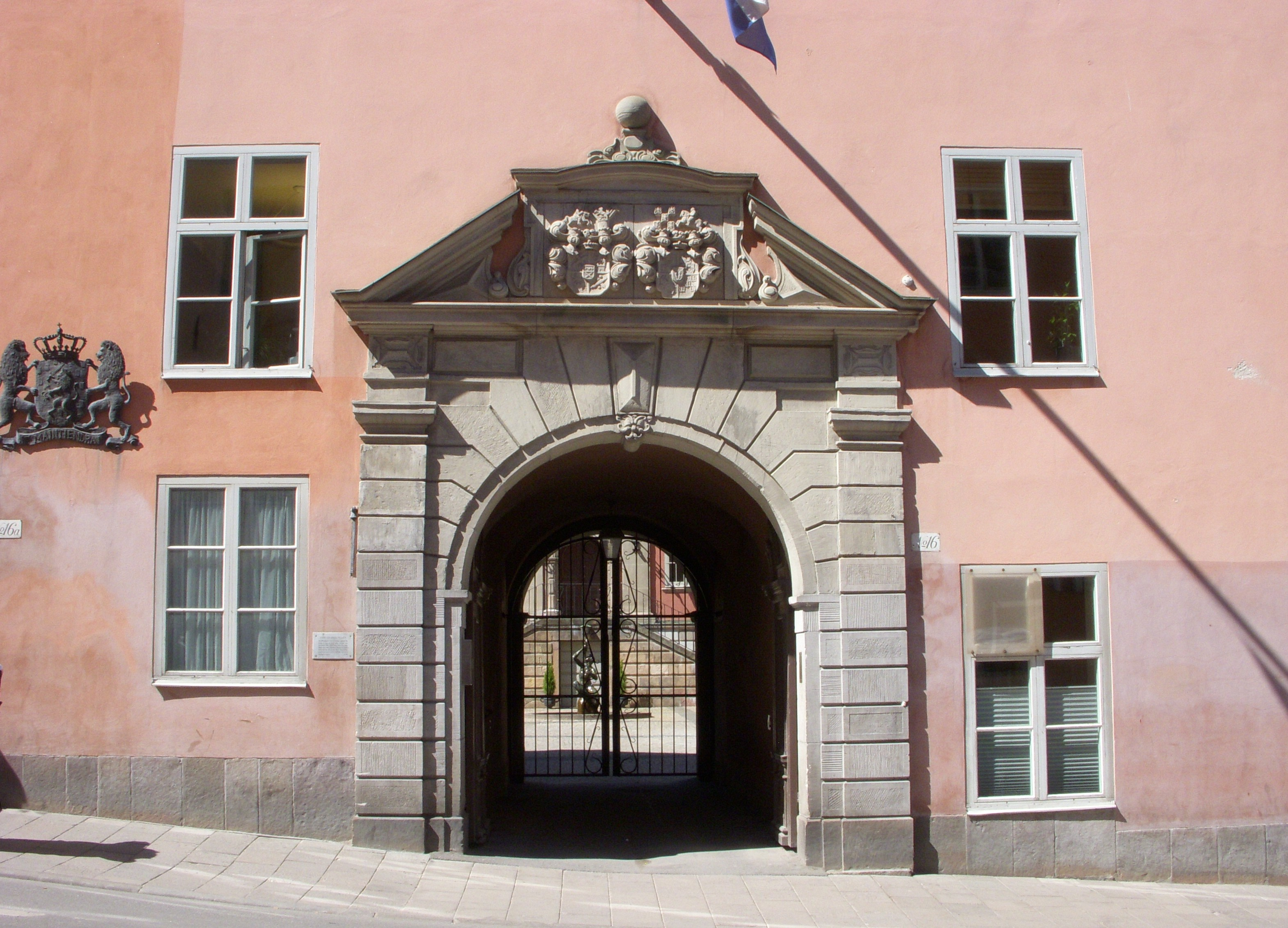
Portail vers Götgatan.
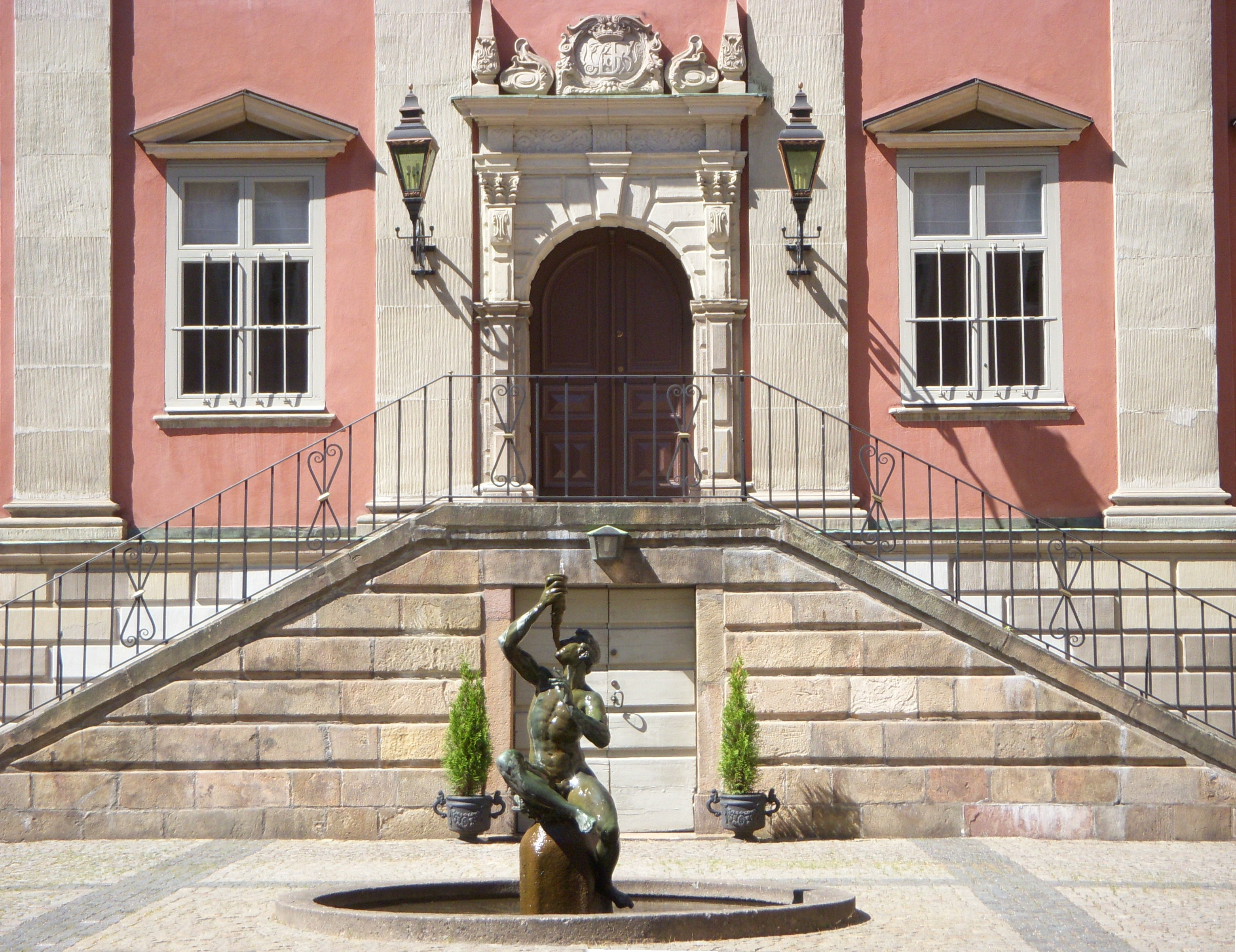
Portail et escalier ouvert vers la cour.
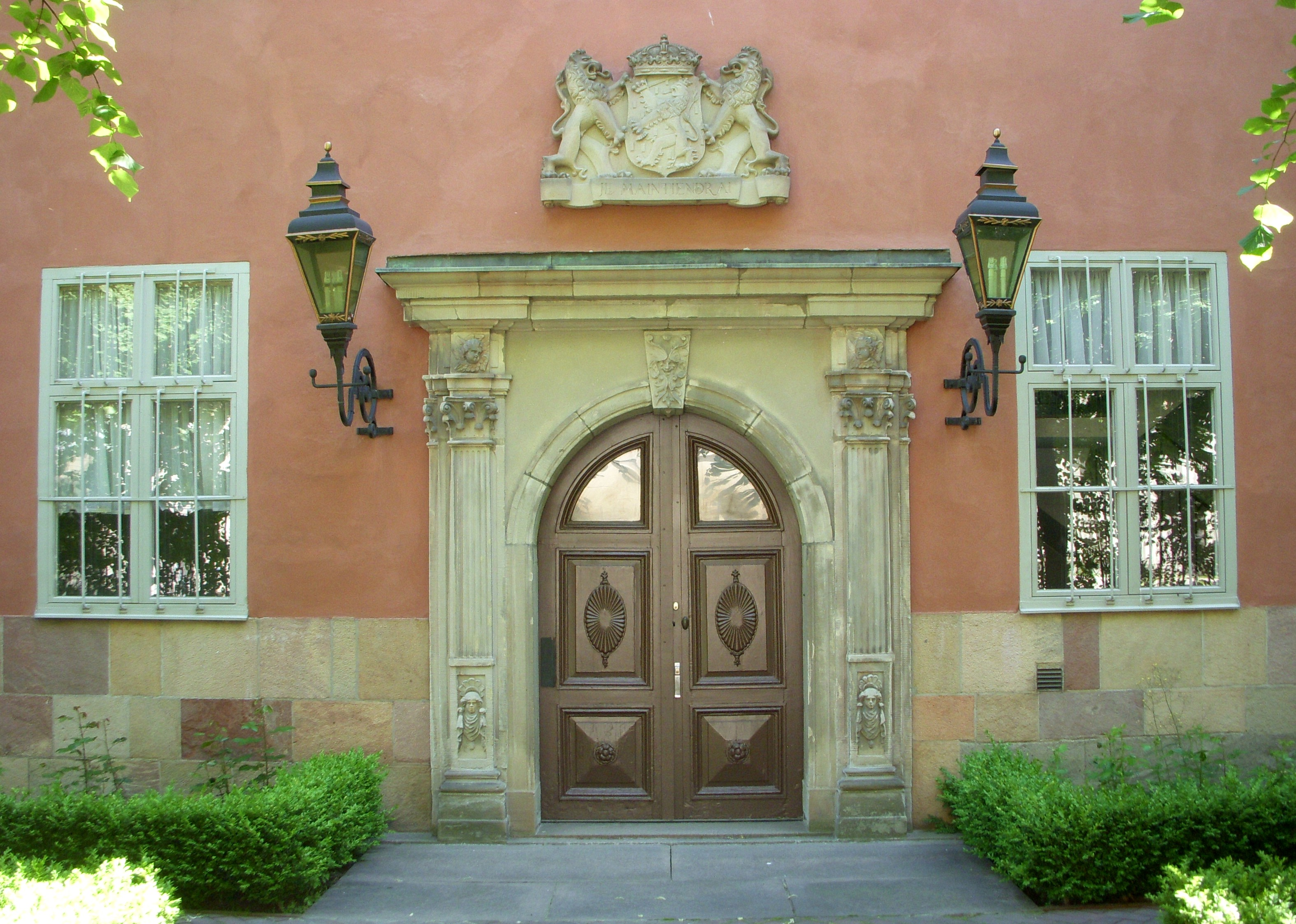
Portail vers l'ouest.